# Тектонічна зброя
Тектонічна зброя — гіпотетичний пристрій або система, за допомогою яких можна штучно викликати землетруси, виверження вулканів або схожі явища в певних місцевостях, впливаючи на природні геологічні процеси. 1992 року член-кореспондент Академії наук СРСР О. В. Ніколаєв визначив термін «тектонічна зброя», як щось, здатне спричинити руйнівний землетрус, використовуючи накопичену тектонічну енергію надр. При цьому він зазначив, що «поставити собі за мету викликати землетрус — це затія вкрай сумнівна».

## Повідомлення
Роджер Кларк, викладач геофізики в університеті Лідса в публікації в журналі Nature 1996 року, оцінюючи газетні повідомлення про дві секретні радянські програми «Меркурій» і «Вулкан», націлені на розробку тектонічної зброї, здатної викликати землетрус на великій відстані з використанням електромагнітного випромінювання, заявив, що не вважає подібне неможливим або неправильним, проте, з урахуванням минулого досвіду, створення таких пристроїв вкрай малоймовірне. Згідно з публікацією, ці програми були неофіційно відомі західним геофізикам протягом декількох років: програму «Меркурій» розпочато 1987 року; проведено три випробування в Киргизії, а останнє випробування «Вулкана» відбулося 1992 року.
Спроби створення тектонічної зброї робилися в Новій Зеландії в період Другої світової війни. Проєкт Seal був спрямований на створення цунамі, яке передбачалося використовувати для ураження об'єктів противника. Попри провал проєкту, 1999 року експерти відзначили, що створення подібної зброї є можливим.

## Міжнародні угоди
Конвенція про заборону військового або будь-якого іншого ворожого використання засобів впливу на природне середовище, прийнята ООН 1978 року, ратифікована 75 країнами і підписана ще 17-ма, забороняє використання засобів впливу на природне середовище, які викликають землетруси і цунамі.

## Спекуляції та теорії змови
Здатність викликати землетруси або подібні ефекти приписують вібратору Тесла, маленькому механічному пристрою. Однак відтворити дію такого пристрою не вдалося. У телепрограмі «Руйнівники міфів» зроблено спробу побудувати машину, що працює за таким принципом; вона виявилася здатною змусити вібрувати Великий міст, проте сила таких вібрацій була непорівнянна зі землетрусом.
Після руйнівних землетрусів з'являються теорії змови, зазвичай пов'язані зі збройними силами США або колишнього СРСР, основним положенням яких є штучний характер землетрусу, пов'язаний із застосуванням тектонічної зброї. Подібні повідомлення, наприклад, з'являлися в пресі через землетрус на Гаїті 2010 року і Спітакський землетрус 1988 року.